# Providenzkirche (Heidelberg)

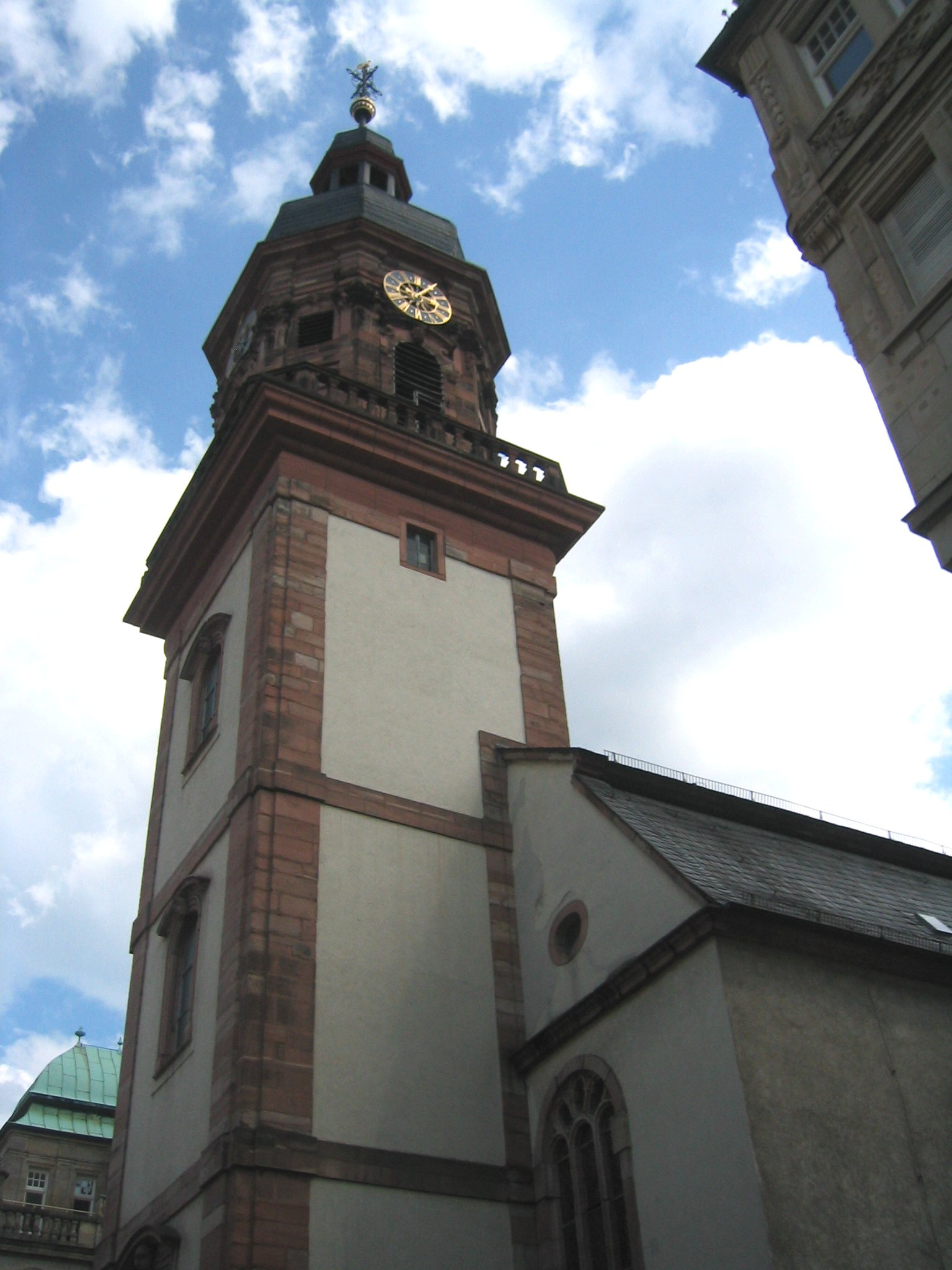
Turm der Providenzkirche von der Hauptstraße aus gesehen

Die Providenzkirche ist eine protestantische Kirche an der Hauptstraße in der Altstadt von Heidelberg. Bis zur Kirchenunion von 1821 war sie die Kirche der lutherischen Gemeinde, während die reformierte Gemeinde sich in der Heiliggeistkirche versammelte.
Der Kirche wurde von der Denkmalstiftung Baden-Württemberg zum „Denkmal des Monats Februar 2020“ ernannt.

## Geschichte
Die Providenzkirche wurde 1659 bis 1661 nach Plänen von Theodor Reber erbaut. Sie steht auf dem Gelände des einstigen kurfürstlichen Herrengartens. Da die Kirche auf Initiative von Kurfürst Karl Ludwig entstand, dessen Leitspruch Dominus providebit (lateinisch der Herr wird sorgen) lautete, erhielt sie den Namen Providenzkirche. Beim großen Stadtbrand im Rahmen des Pfälzer Erbfolgekriegs 1693 wurde sie zerstört, von 1715–1721 unter der Bauleitung von Johann Jakob Rischer aber wieder aufgebaut. Von 1878 bis 1885 wurde der Innenraum durch Hermann Behaghel völlig umgebaut, es entstand ein heller Kirchensaal im Stil der Neorenaissance.

## Architektur

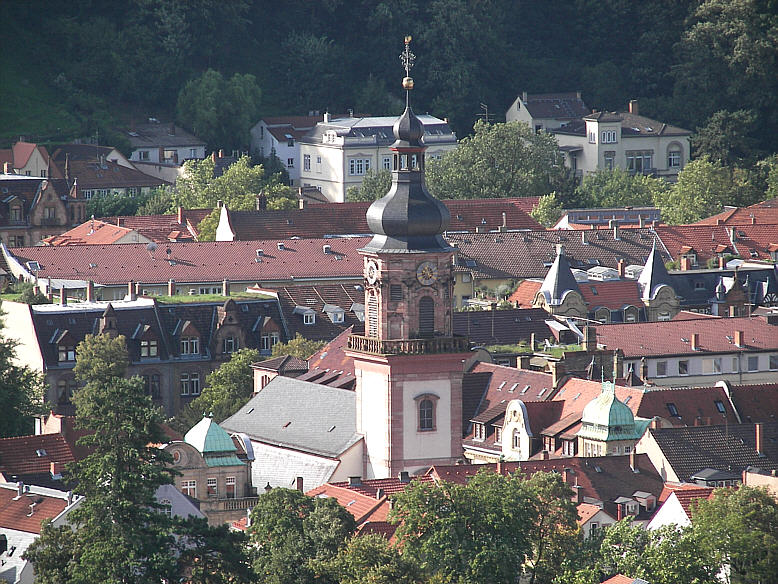
Providenzkirche vom Philosophenweg aus gesehen

Die Providenzkirche wurde als einschiffige Saalkirche mit Dachreiter erbaut. Nach dem Wiederaufbau erhielt sie 1717–1721 an der Nordseite einen Turm. Über drei Geschossen mit weißen Putzflächen und einem Kranzgesims erhebt sich das achteckige mit Ornamenten versehene Glockenhaus aus Buntsandstein mit einer umlaufenden Balustrade. Die Schieferbedachung des Glockenhauses und der darüber liegenden Laterne sind als Welsche Haube ausgeführt. Auf der Turmspitze befindet sich eine Kugel mit Kreuz und Hahn.
Die weiß verputzten Umfassungsmauern mit Rundbogenfenstern und darunter liegenden querovalen Öffnungen haben die Zerstörung von 1693 ebenso überstanden wie die Giebelwand der Nordseite. Ursprünglich wurden alle Fenster in nachgotischem Maßwerk ausgeführt, erhalten ist das Maßwerk nur noch an der nördlichen Giebelwand. Ebenfalls erhalten geblieben sind die Schlusssteine mit Engelsgesicht an den Langhausfenstern. Das Kirchendach wurde 1698 als schiefergedecktes Mansarddach neu ausgeführt.

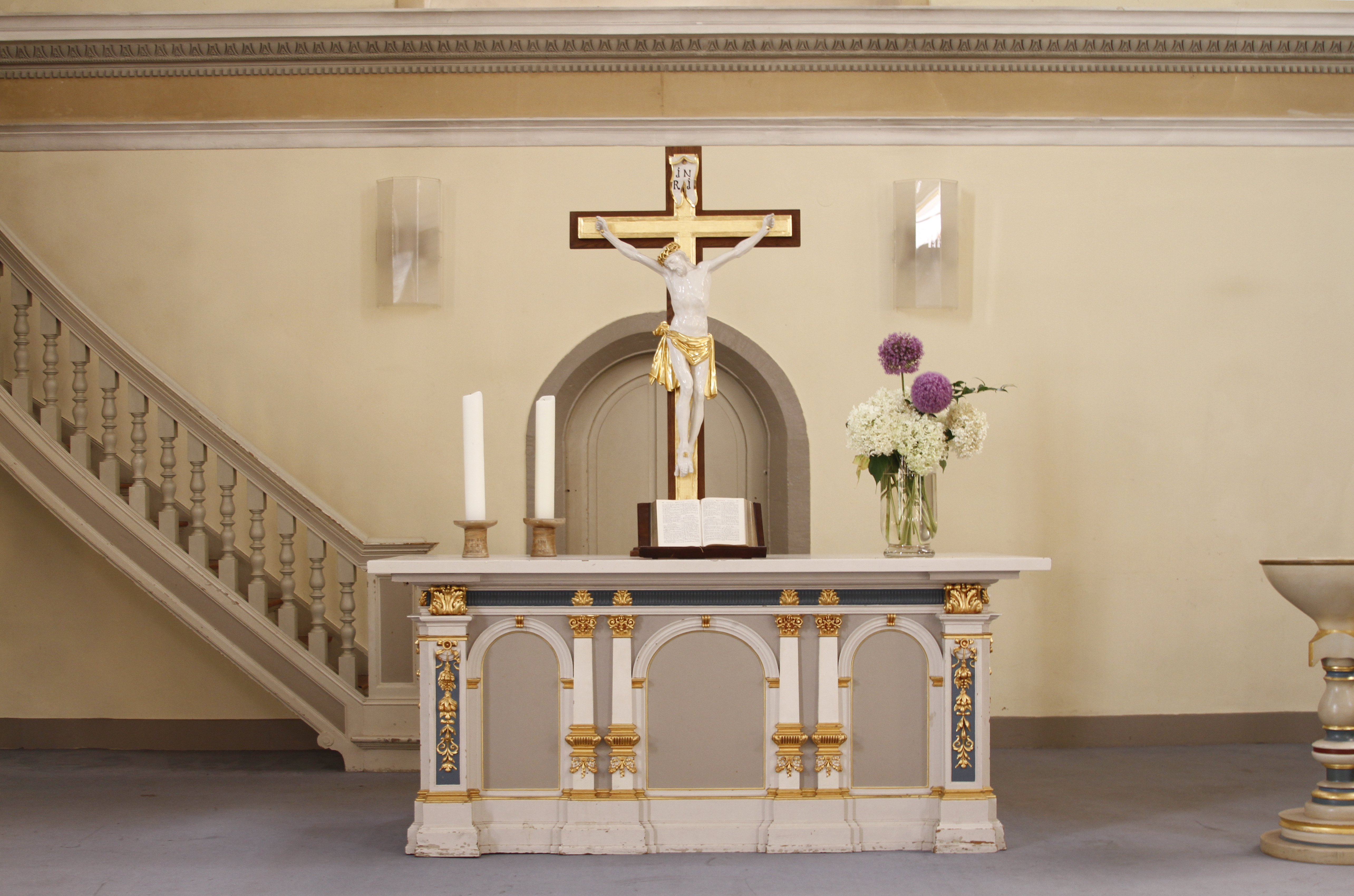
Altar

Der Innenraum wurde im 19. Jahrhundert in zwei Phasen völlig umgestaltet. Nachdem die Chorempore 1852 abgebrochen und die Barockorgel auf die Nordempore versetzt worden war, entstand an der Stelle der Orgel im Chor ein neues zentrales Fenster mit einer segnenden Christusfigur im Stil der Nazarener, vermutlich aus der Werkstatt von Heinrich Beiler d. Ä., dem führenden Heidelberger Glasmaler des Historismus. In einer zweiten Umbauphase 1878–1885 schuf der Architekt und Kirchenbauinspektor Hermann Behaghel den im wesentlich noch heute vorhandenen Raumeindruck im Stil der Neorenaissance. Behaghel ließ die alten Emporen abbrechen und symmetrisch zur Achse der Kirche eingeschossige Emporen auf drei Seiten errichten. Der Chor mit Altar und Kanzel ist durch Stufen und Balustrade abgesetzt. Die Stuckdecke ist ebenfalls eine Neuschöpfung Behaghels. Die beiden seitlichen Chorfenster zeigen Großherzog Karl Friedrich (links) und Kurfürst Ottheinrich (rechts) und 1886 von der Universität Heidelberg zu ihrem fünfhundertjährigen Bestehen gestiftet.

## Orgel

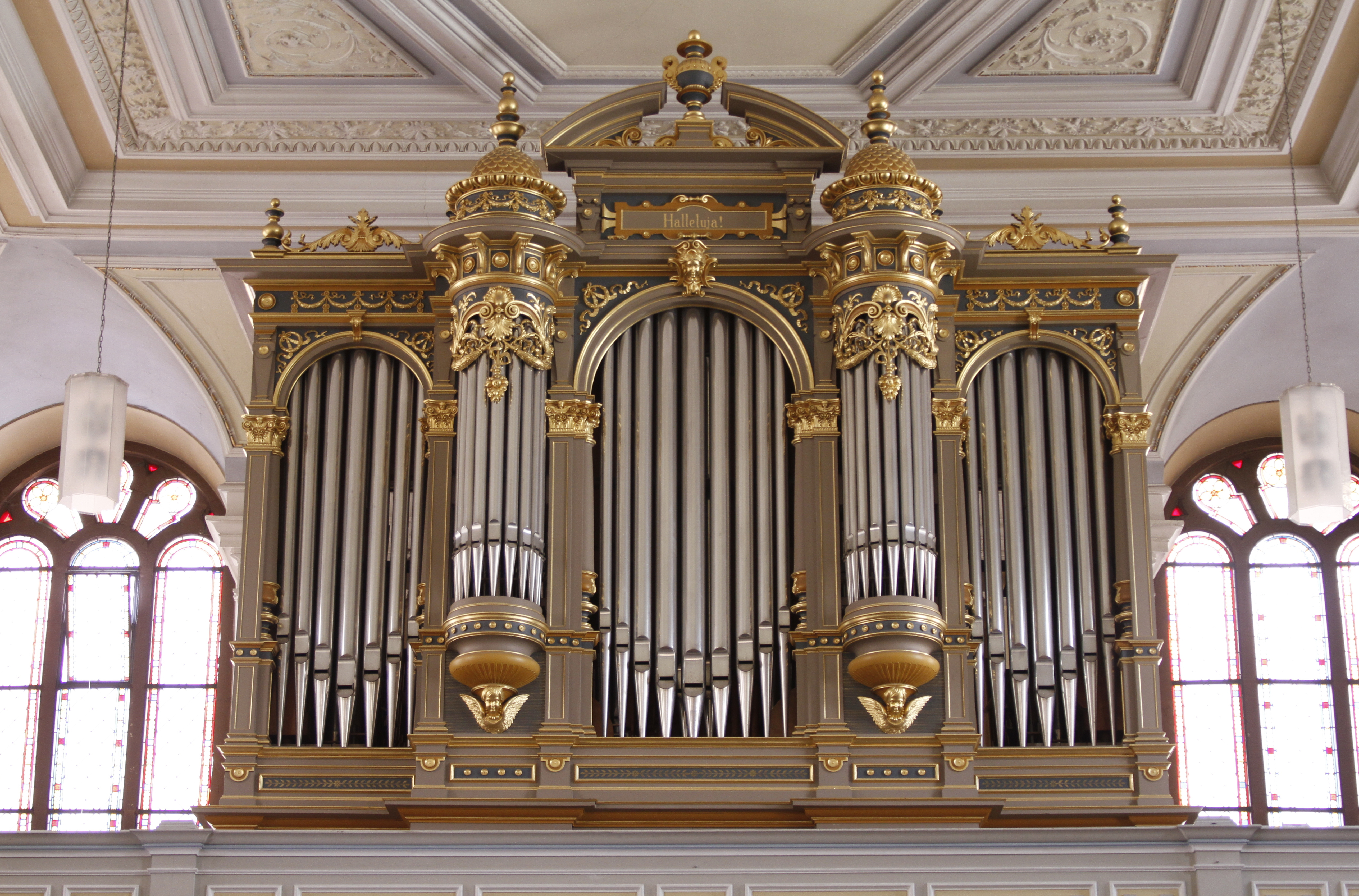
Orgelprospekt

In der Providenzkirche steht Heidelbergs älteste erhaltene Orgel. Sie geht zurück auf ein Instrument aus der Werkstatt des Orgelbaumeisters Mathias Burkhard aus dem Jahr 1885.
Im Jahr 1986 wurde das Instrument von der Giengener Orgelmanufaktur Gebr. Link einer gründlichen Renovierung unterzogen und, soweit sinnvoll, der Originalzustand weitgehend wieder hergestellt. Nach der Erneuerung können auf drei Manualen und Pedal 41 Register angespielt werden.

## Glocken
Im Turm der nach dem Zweiten Weltkrieg wieder aufgebauten Providenzkirche befindet sich ein fünfstimmiges Glockengeläut, das 1955 von Friedrich Wilhelm Schilling in Heidelberg gegossen wurde. Das Geläut hat folgende Disposition:
Glocke 1 – f′,  Glocke 2 – as′,  Glocke 3 – b′,  Glocke 4 – des″,  Glocke 5 – es″